# Pianista (film)
Pianista (ang. The Pianist) – dramat wojenny z 2002 roku w reżyserii Romana Polańskiego, koprodukcja francusko-niemiecko-polsko-brytyjska. Film jest adaptacją autobiografii pianisty i kompozytora żydowskiego pochodzenia Władysława Szpilmana. W czasie II wojny światowej od 1940 przebywał on w getcie warszawskim. Po wielkiej akcji deportacyjnej latem 1942 roku wydostał się z getta i dzięki pomocy polskich przyjaciół zaczął ukrywać się w Warszawie po „aryjskiej” stronie. Po upadku powstania warszawskiego przetrwał dzięki kapitanowi Wehrmachtu – Wilmowi Hosenfeldowi.
Pianista został zaadaptowany przez scenarzystę Ronalda Harwooda i nakręcony z udziałem międzynarodowej obsady aktorskiej. Tytułową rolę Szpilmana odegrał Adrien Brody, natomiast w rolę Hosenfelda wcielił się Thomas Kretschmann. Film Polańskiego po prapremierze w maju 2002 roku wzbudził kontrowersje, zbierając przeważnie pozytywne recenzje w Stanach Zjednoczonych, lecz otrzymując zarazem negatywne oceny we Francji i w Polsce. Jedni recenzenci krytykowali film za akademicki styl i powściągliwość w ukazaniu skutków Zagłady Żydów, natomiast inni chwalili go za obiektywne, chłodne i pozbawione melodramatyzmu ujęcie Szoah.
Pianista zdobył szereg nagród i wyróżnień, między innymi: Złotą Palmę dla najlepszego filmu na Festiwalu Filmowym w Cannes, trzy Oscary (za reżyserię, scenariusz i rolę Brody’ego) oraz siedem Cezarów. Film odniósł również sukces komercyjny – przy budżecie 35 milionów dolarów zarobił na całym świecie ponad 120 milionów dolarów.

## Opis fabuły

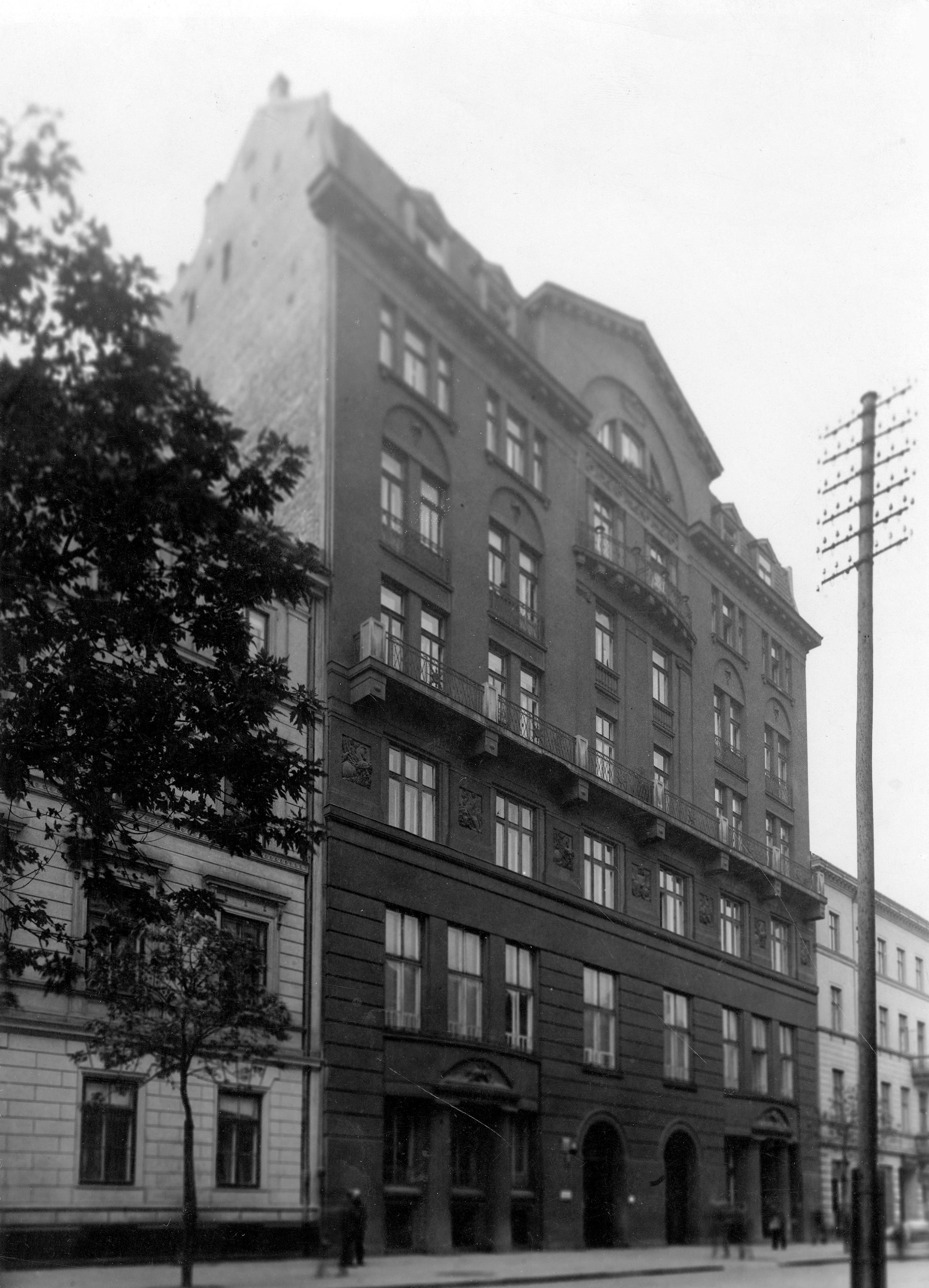
Przedwojenna siedziba Polskiego Radia przy ulicy Zielnej 25, gdzie rozpoczyna się akcja filmu

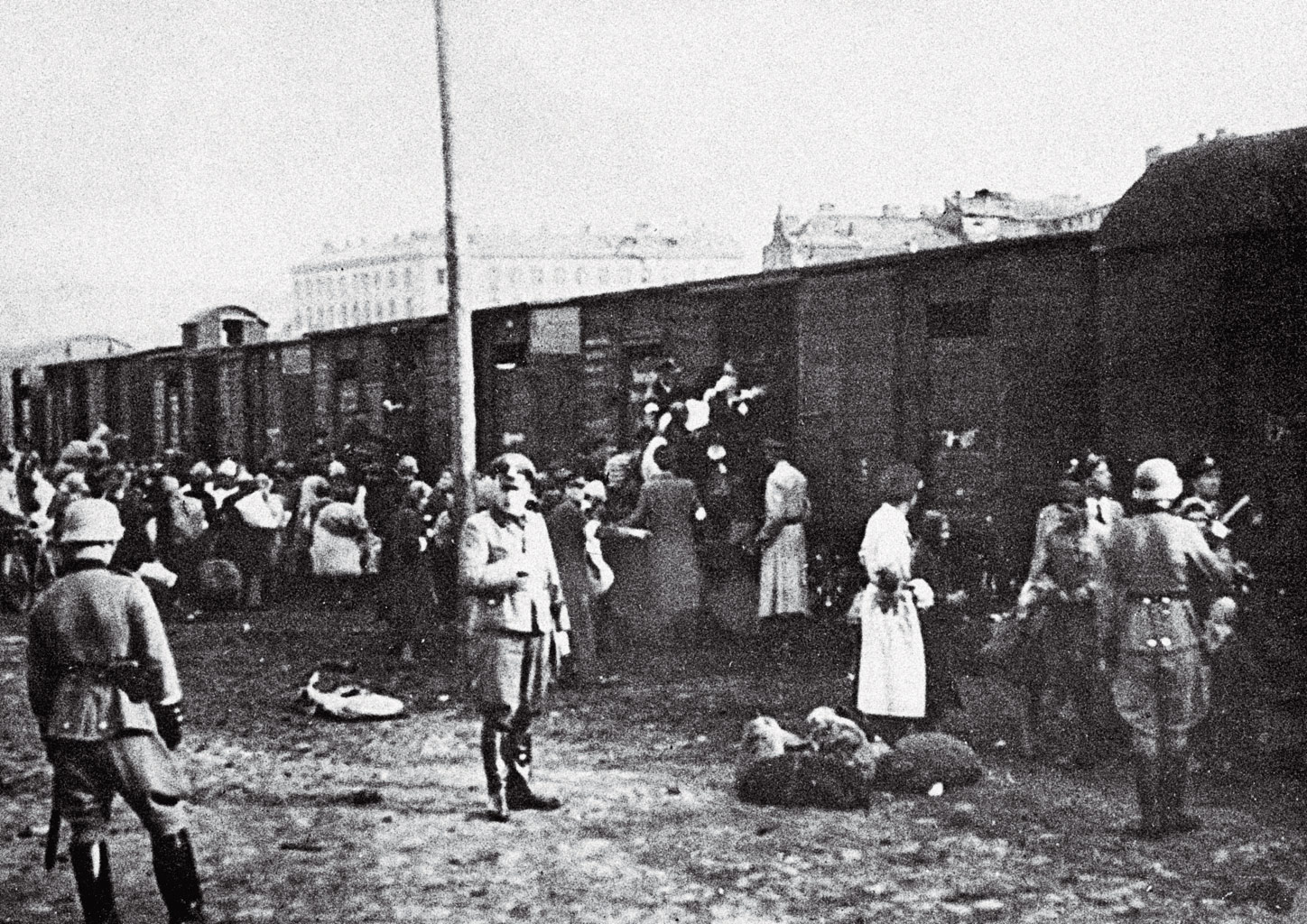
Żydzi ładowani do wagonów pociągu do obozu zagłady w Treblince na rampie Umschlagplatzu. W tym miejscu żydowski policjant uratował życie Szpilmanowi, umożliwiając mu ucieczkę

Akcja filmu rozpoczyna się we wrześniu 1939 roku w siedzibie Polskiego Radia przy ulicy Zielnej 25, gdzie 27-letni Szpilman gra pod bombami Nokturn cis-moll Chopina. Po kapitulacji Warszawy Niemcy wprowadzają szereg restrykcji wobec ludności żydowskiej, m.in. nakaz oddawania pieniędzy, zakaz wstępu do parków oraz kawiarń, a nawet chodzenia po chodnikach. Szpilman z rodziną: rodzicami, dwiema siostrami i bratem, przeżywają pasmo upokorzeń. Pozbawieni środków do życia, stopniowo wyprzedają cały swój majątek – obrazy, srebro, meble i największy skarb artysty – fortepian.
16 listopada 1940 roku warszawscy Żydzi zostają zamknięci w getcie otoczonym murem z drutami kolczastymi. Okrucieństwo Niemców, głód i cierpienia ludności żydowskiej są tam codziennością. Szpilman zarabia na utrzymanie całej rodziny, grając w kawiarni „Capri” (filmowym odpowiedniku kawiarni „Sztuka”), gdzie spotykają się bogatsi Żydzi: spekulanci, szmuglerzy i wysocy urzędnicy Judenratu.
W lipcu 1942 roku Niemcy zaczynają wywozić Żydów z getta warszawskiego. Szpilmanowie, jak wcześniej tysiące innych mieszkańców dzielnicy zamkniętej, trafiają na Umschlagplatz. Na rampie Umschlagplatzu, podczas formowania transportu do obozu zagłady w Treblince, Szpilmana w ostatniej chwili wyciąga z tłumu znajomy żydowski policjant, który rozpoznaje go i wskazuje drogę ucieczki.
Tracąc bezpowrotnie rodzinę, Szpilman zostaje sam w opustoszałym getcie, uświadamiając sobie, że nie zdoła tam przetrwać. Początkowo zostaje robotnikiem przymusowym, a w trakcie swej pracy dowiaduje się o planowanym żydowskim powstaniu. Pomaga ruchowi oporu, przemycając do getta broń, lecz po pewnym czasie z trudem unika uwagi podejrzewającego go strażnika . Z pomocą przychodzą mu polscy przyjaciele, którzy pomagają mu się ukryć po stronie „aryjskiej”. Powstanie w getcie warszawskim w kwietniu 1943 roku Szpilman obserwuje z okna mieszkania, gdzie został ukryty. Jego sytuacja ulega jednak pogorszeniu, gdy polscy przyjaciele zostają aresztowani przez Gestapo, a on sam nie może liczyć na dostawy żywności. Zdemaskowany przez polską antysemitkę musi uciekać i znajduje schronienie w mieszkaniu spekulanta.
Kiedy w sierpniu 1944 roku wybucha powstanie warszawskie, ponownie musi walczyć o życie. Znajduje kolejne schronienie w zrujnowanym budynku, nieświadom tego, że mieści się tam lokalna kwatera wojsk niemieckich. Zostaje odkryty przez niemieckiego kapitana Wehrmachtu Wilma Hosenfelda, który go przesłuchuje. Gdy Szpilman ujawnia, że jest pianistą, Niemiec każe mu zagrać na znajdującym się w mieszkaniu fortepianie. Szpilman gra Balladę g-moll Chopina. Wzruszony kapitan postanawia mu pomóc. Przynosi mu jedzenie, a przed ewakuacją z Warszawy zostawia mu swój oficerski płaszcz.
Po wyzwoleniu Warszawy Szpilman ponownie podejmuje pracę w Polskim Radiu. Tam dowiaduje się od kolegi o przetrzymywanym w radzieckiej niewoli niemieckim kapitanie, który twierdził, że uratował Szpilmanowi życie. Gdy jednak razem docierają do miejsca, w którym byli przetrzymywani niemieccy jeńcy, zastają tam tylko puste pole.

### Różnice między filmem a powieścią
Film Pianista różni się od autobiograficznej powieści Szpilmana w kilku szczegółach. 23 września 1939 roku grał w studiu Polskiego Radia recital chopinowski, po zakończeniu którego, z powodu trwającego niemieckiego ostrzału artyleryjskiego, musiał odczekać dwie godziny, żeby wrócić do domu. Radiostacja przerwała nadawanie tego samego dnia o 15.15, w trakcie odtwarzania z płyt koncertu c-moll Rachmaninowa, z powodu braku prądu (zbombardowanie i unieruchomienie Elektrowni Warszawskiej). O ile w rzeczywistości rodzina Szpilmanów mieszkała przy ulicy Śliskiej, od samego początku istnienia getta warszawskiego znajdującej się w całości w jego granicach, o tyle film przedstawia przesiedlenie Szpilmanów wraz z tłumem Żydów do tworzonej dzielnicy zamkniętej. Także ucieczka Szpilmana z Umschlagplatzu nie wyglądała tak jak w filmie. Ponadto w jednej ze scen ojciec Szpilmana dostał w twarz od gestapowca za brak ukłonu, co przytrafiło się nie ojcu Szpilmana, lecz Polańskiego . Apartament, w którym ukrywał się Szpilman, jest w filmie położony w innym miejscu niż w rzeczywistości.

## Obsada
Źródło: Internetowa Baza Filmu Polskiego

- Adrien Brody – Władysław Szpilman
- Frank Finlay – ojciec Władysława
- Maureen Lipman(inne języki) – matka Władysława
- Ed Stoppard – Henryk, brat Władysława
- Thomas Kretschmann – kapitan Wilm Hosenfeld
- Julia Rainer – Halina, siostra Władysława
- Jessica Meyer – Regina, siostra Władysława
- Emilia Fox – Dorota, przyjaciółka Władysława
- Ruth Platt(inne języki) – Janina
- Richard Ridings(inne języki) – pan Lipa
- Cyril Shaps – pan Grun
- Udo Kroschwald(inne języki) – Schultz
- Roy Smiles – Itzhak Heller
- Paul Bradley – Yehuda
- Daniel Caltagirone(inne języki) – Majorek

oraz
- Michał Żebrowski – Jurek
- Cezary Kosiński – Lednicki
- Krzysztof Pieczyński – Marek Gębczyński
- Katarzyna Figura – sąsiadka
- Andrzej Blumenfeld – Benek
- Zbigniew Zamachowski – mężczyzna kupujący monety
- Lew Rywin – żydowski biznesmen
- Joanna Brodzik – dziewczyna postrzelona w głowę
- Maja Ostaszewska – kobieta z dzieckiem
- Roman Garbowski – Żyd z targowiska
- Adam Bauman – policjant żydowski na Umschlagplatzu
- Andrzej Pieczyński – były więzień obozu koncentracyjnego
- Paweł Burczyk – polski pracownik
- Zofia Czerwińska – kobieta z zupą
- Katarzyna Bargiełowska – kobieta
- Lech Mackiewicz – pracownik na budowie
- Rafał Mohr – policjant
- Borys Szyc – młody gestapowiec
- Paweł Małaszyński – mężczyzna w getcie
- Ireneusz Machnicki – oficer SS
- Cezary Krajewski(inne języki) – oficer SS

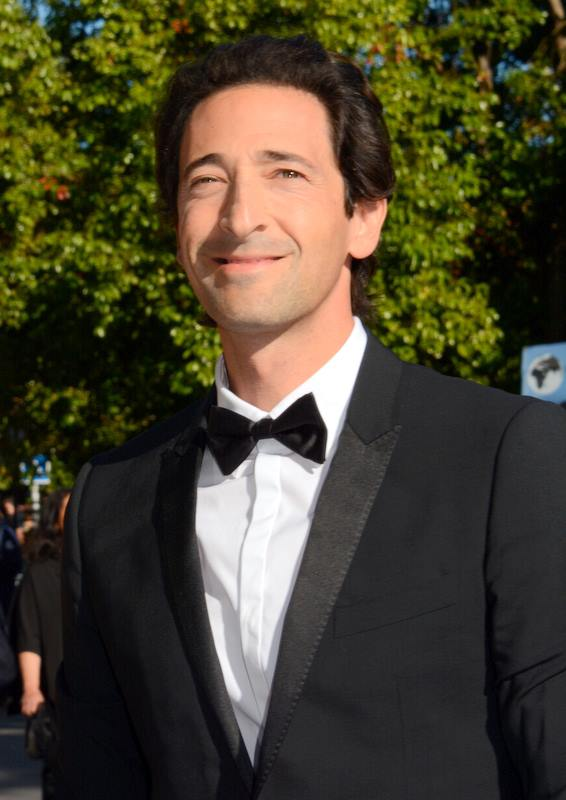
Adrien Brody, odtwórca roli Władysława Szpilmana
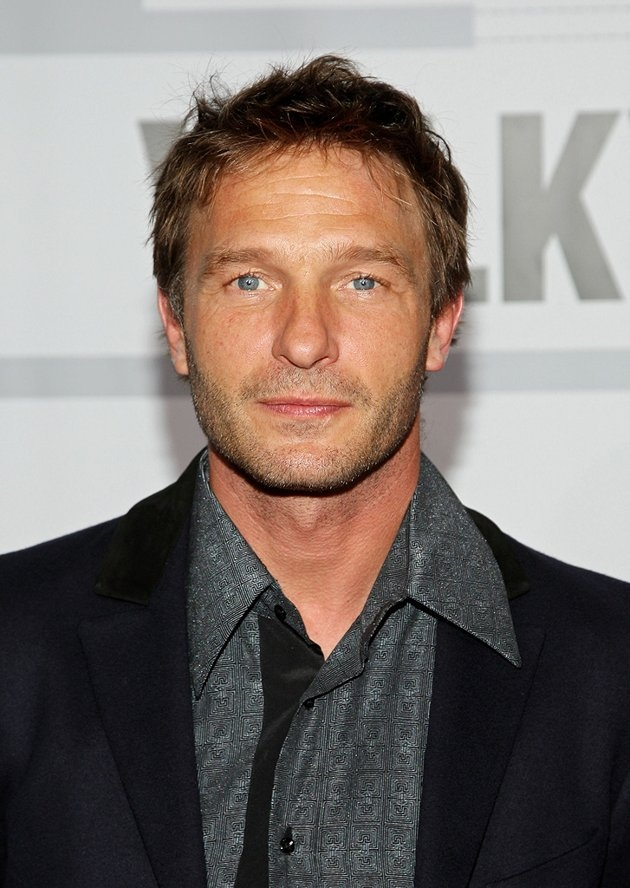
Thomas Kretschmann, odtwórca roli Wilma Hosenfelda
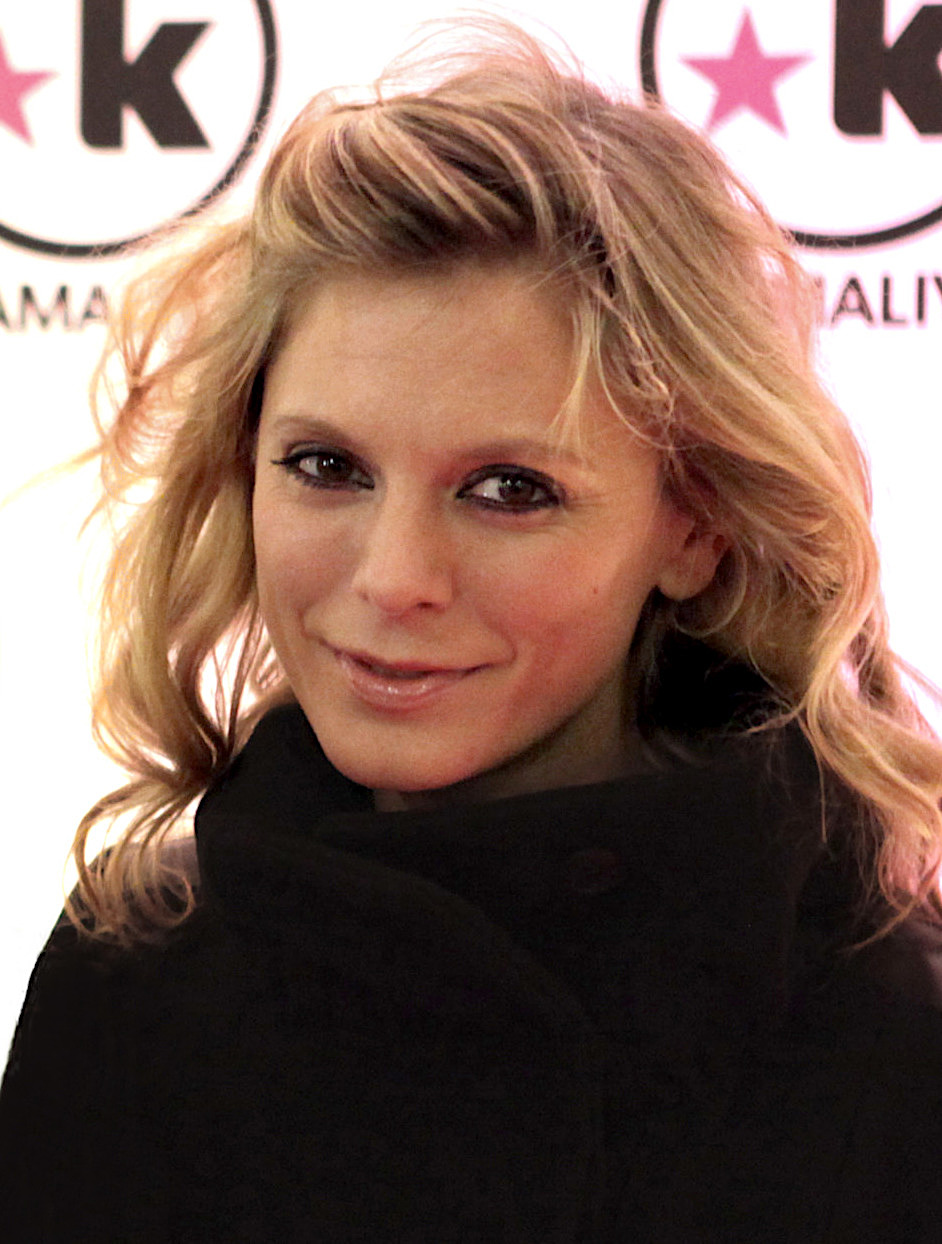
Emilia Fox, odtwórczyni roli Doroty

## Produkcja

### Prace przygotowawcze

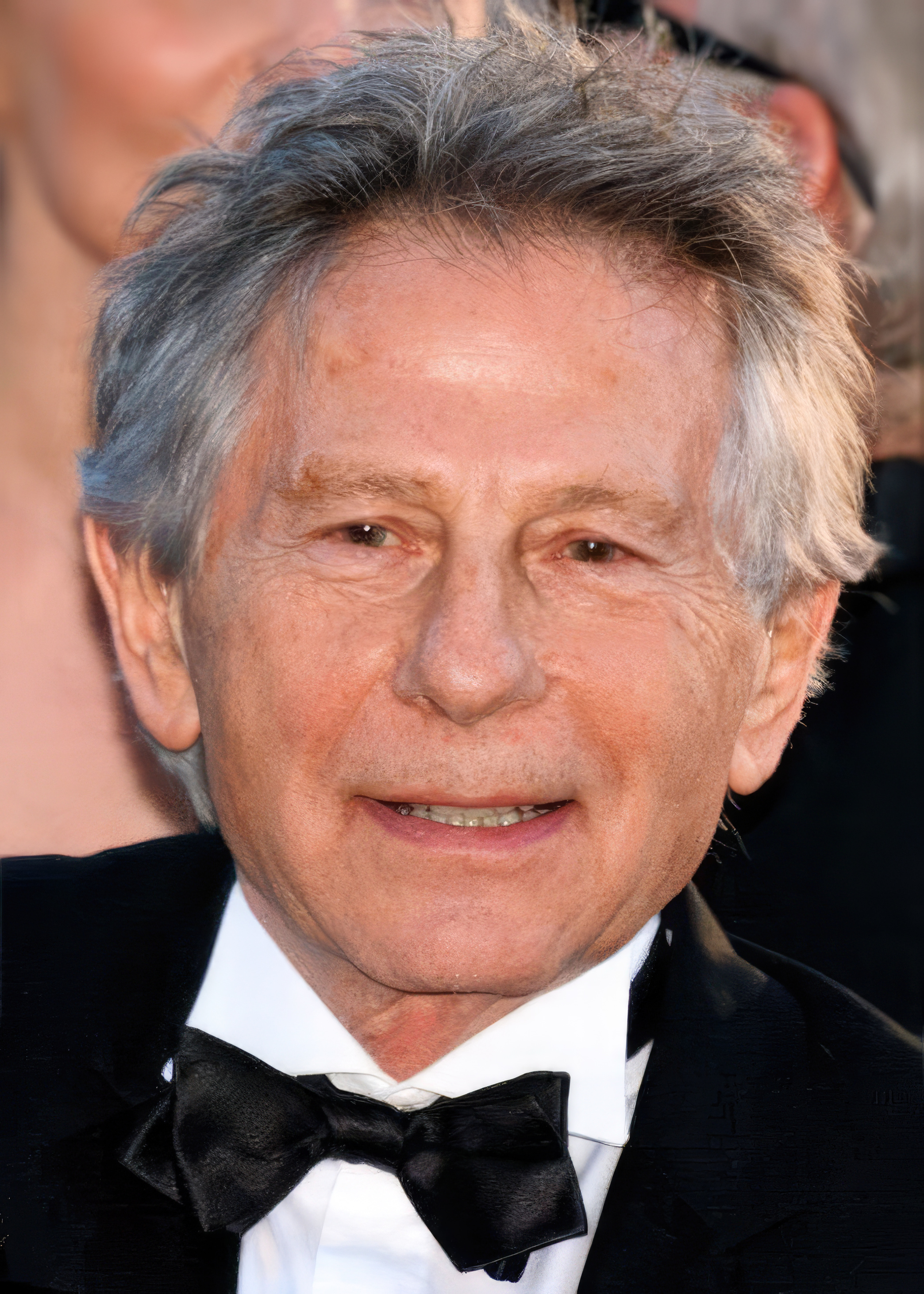
Roman Polański, reżyser filmu

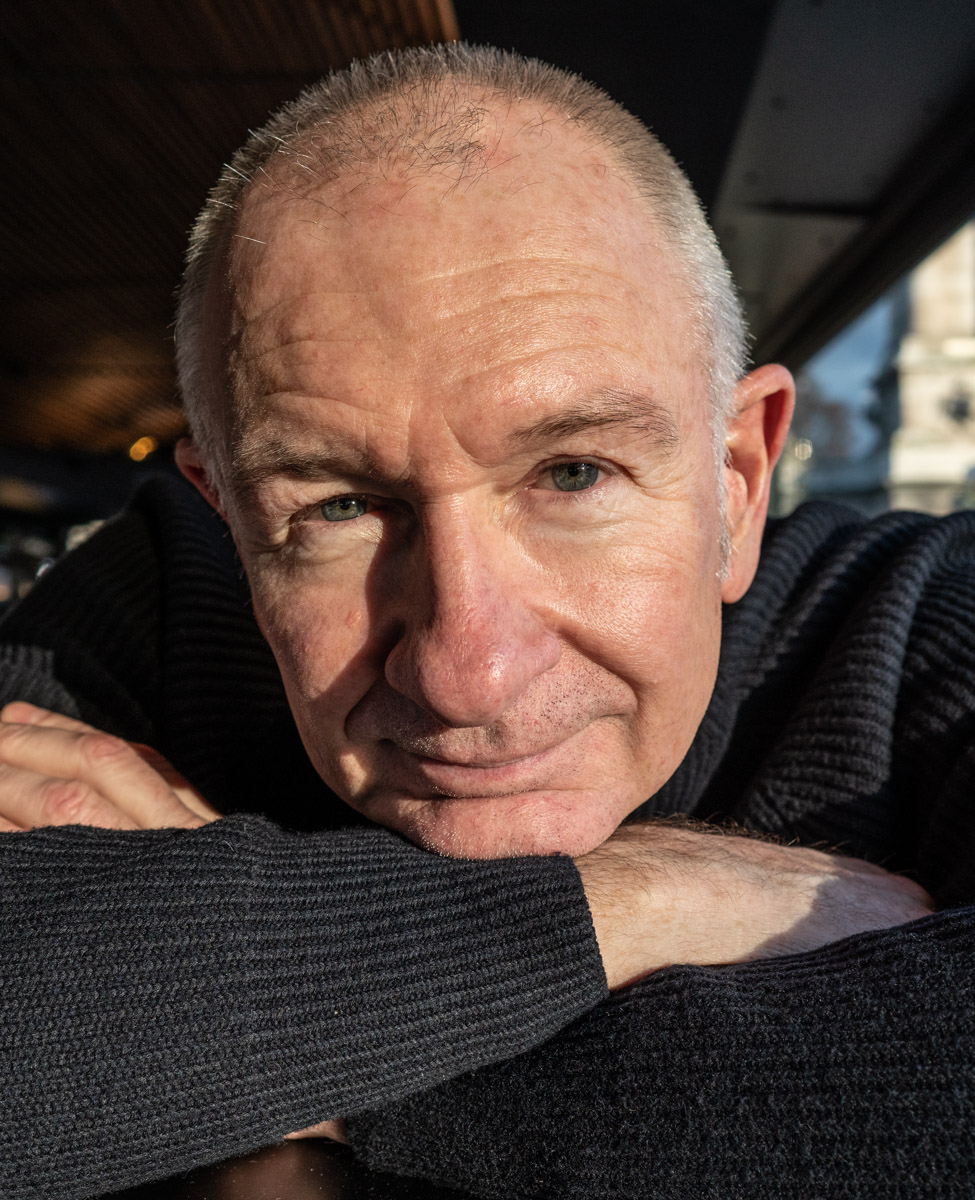
Paweł Edelman, operator zdjęć do filmu

Pochodzący z Polski i mający żydowskie pochodzenie amerykański producent filmowy Gene Gutowski i reżyser Roman Polański współpracowali ze sobą i przyjaźnili się już w latach 60. XX wieku. Latem 1999 roku za sprawą ich wspólnego prawnika Iana Burlinghama obaj otrzymali do przeczytania angielski przekład autobiografii Władysława Szpilmana, kompozytora, który dzięki życzliwym mu ludziom przetrwał inwazję niemiecką na Polskę, pobyt w getcie warszawskim oraz zniszczenie stolicy Polski w wyniku powstania warszawskiego. Losy Szpilmana miały być już osią fabularną filmu pod roboczym tytułem Robinson warszawski, do którego scenariusz jeszcze w 1945 roku napisali Jerzy Andrzejewski i Czesław Miłosz; do realizacji filmu wg takiego scenariusza jednak nie doszło z powodu niedostatku elementów propagandowych. Zmiany wprowadzane do scenariusza spowodowały, że Miłosz wycofał swe nazwisko. Ostatecznie nakręcono film Miasto nieujarzmione, znacznie odbiegający od oryginału, w dużej mierze propagandowy.
Po półwieczu sytuacja diametralnie się zmieniła. Z uwagi na podobieństwo perypetii Szpilmana do losów Polańskiego i Gutowskiego producent był gorącym orędownikiem ekranizacji jego losów i, planując reżyserię Polańskiego nad będącym dopiero w planach filmem, spotykał się już w tej sprawie z głównym bohaterem książki w Warszawie. Wkrótce Polański zdecydował o podjęciu się roli reżysera filmu, a Gutowski objął funkcję koproducenta. Fabuła filmu była Polańskiemu szczególnie bliska, gdyż jego matka zginęła w obozie Auschwitz-Birkenau, ojciec ledwo przeżył pobyt w nazistowskim obozie koncentracyjnym Mauthausen-Gusen w Austrii, a on sam uciekł z getta krakowskiego i przeżył wojnę, ukrywając się u różnych rodzin . Praca nad tym filmem była swego rodzaju zwieńczeniem współpracy filmowej Gutowskiego i Polańskiego po ponad 40 latach od jej rozpoczęcia.
Do realizacji wybrano wytwórnię Heritage Films kierowaną przez Lwa Rywina, który został głównym producentem wykonawczym. Producentami zostali Timothy Burrill (kierownik), Robert Benmussa, Alain Sarde, Roman Polański, a koproducentami wspomniani Gene Gutowski i Lew Rywin. Kierownictwo produkcji w Polsce powierzono Michałowi Szczerbicowi. Do dystrybucji dzieła wybrano spółkę Syrena Entertainment Group Jerzego Jednorowskiego.
Zamierzeniem Polańskiego było wierne i szczegółowe ukazanie historii zapamiętanej przez Szpilmana. W tym celu zarówno sam reżyser, jak i scenograf Allan Starski (laureat Oscara za scenografię do filmu Lista Schindlera, także dotyczącego zagłady Żydów), przez wiele miesięcy przygotowywali się do realizacji, m.in. korzystając z zasobów archiwalnych, wizytując miejsca zdjęciowe, przeglądając filmy dokumentalne i fotografie, a także konsultując się z ocalonymi z Szoah (m.in. z Markiem Edelmanem). W wyniku tego wybudowano obiekty halowe i plenerowe i dokonano adaptacji miejsc. Liczne obiekty przygotowało Babelsberg Studio w Poczdamie, zapewniające też pomoc produkcyjną. Kwestię kostiumów do filmu powierzono Annie Biedrzyckiej-Sheppard, która zarówno sama je projektowała, jak i nabywała w Europie. Za charakteryzację odpowiadał Waldemar Pokromski, konsultantem do spraw wojskowych był Andrew Mollo, a koordynatorem efektów kaskaderskich Jim Dowdall.

### Obsada i zdjęcia

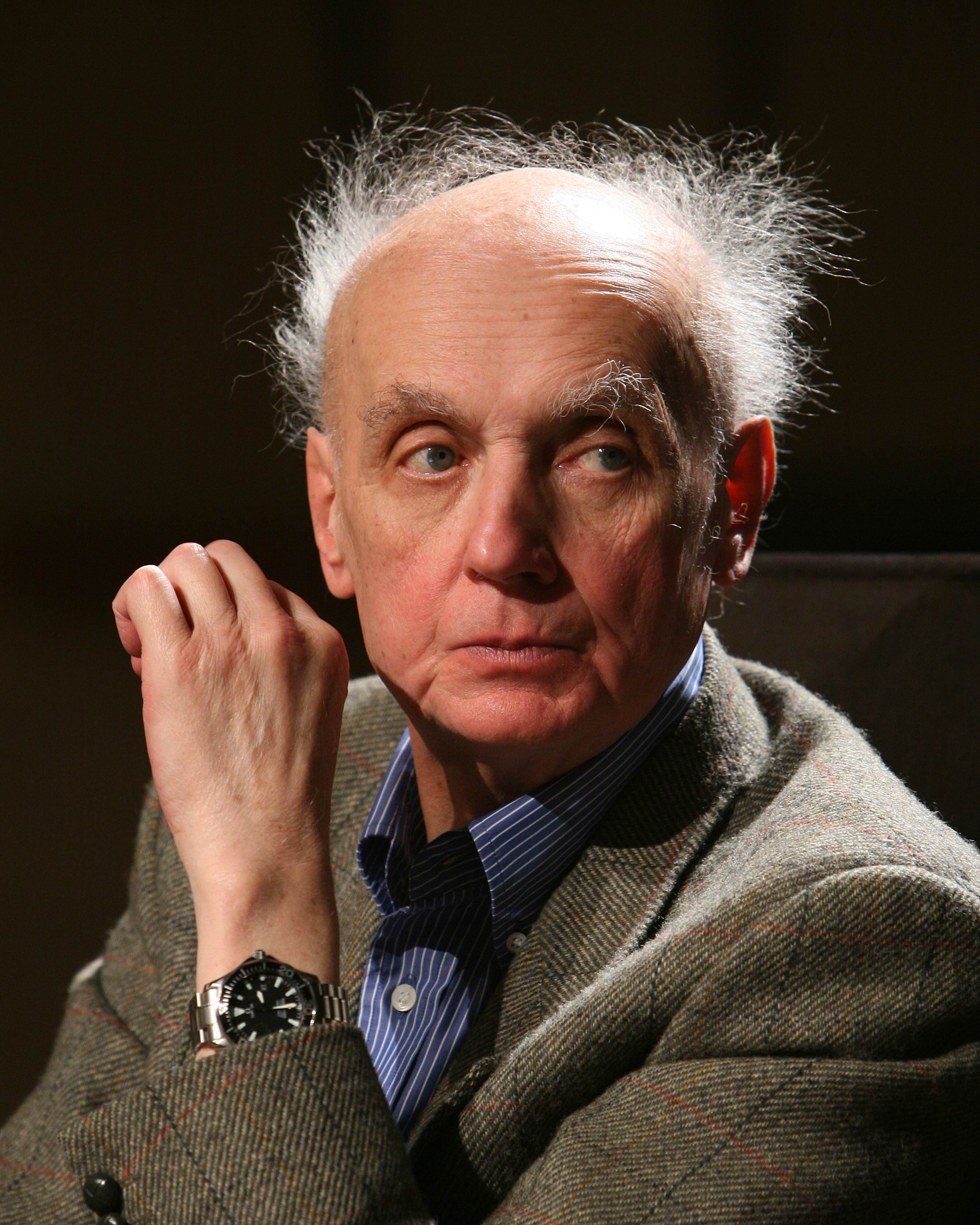
Wojciech Kilar skomponował muzykę do Pianisty

Do głównej roli Polański początkowo wytypował Josepha Fiennesa, który jednak odrzucił ją ze względu na ówczesne zaangażowanie w teatrze . Ponad 1400 aktorów próbowało otrzymać rolę Szpilmana na castingu w Londynie. Niezadowolony z wyników castingu, Polański zdecydował się w tej roli obsadzić Adriena Brody’ego. Przygotowując się do roli Szpilmana, Brody narzucił sobie dietę głodową, a sam udział w pracach nad filmem opisywał jako depresyjne doświadczenie . Do roli kapitana Wilma Hosenfelda zaangażowano niemieckiego aktora Thomasa Kretschmanna. Z uwagi na zamiar stworzenia filmu w języku angielskim zatrudniano głównie aktorów anglojęzycznych.
Autorem zdjęć do filmu Pianista był Paweł Edelman, który za pomocą obiektywu o ogniskowej 27 mm kręcił większość scen w szerokich planach z dużą głębią ostrości. Analiza pióra Mikołaja Jazdona dowodzi, że Edelman wzorował się przy kręceniu zdjęć na autentycznych fotografiach z okresu II wojny światowej. Główne zdjęcia do filmu Pianista rozpoczęły się 9 lutego 2001 roku w niemieckim Babelsberg Studio w Poczdamie. Getto warszawskie i otaczające je miasto zostały odtworzone na zapleczu Studia Babelsberg, tak jak wyglądały w czasie wojny. Do stworzenia zrujnowanego miasta wykorzystano dawne koszary armii radzieckiej przeznaczone do rozbiórki .
Krajobraz imitujący zrujnowaną Warszawę wykreowano w Jüterbogu we wschodnich Niemczech, gdzie również znajdowały się pozostałości koszar wojskowych Armii Czerwonej. Twórcy znaleźli to miejsce po wielu miesiącach poszukiwań. Po zaadaptowaniu tego miejsca i stworzeniu imitacji zniszczonej polskiej stolicy w dniu 19 lutego 2001 roku właśnie w Jüterbogu kontynuowano zdjęcia. Po dwóch dniach zdjęć ekipa filmowa przeniosła się willi w Poczdamie, gdzie sfilmowano scenę spotkania Szpilmana i Hosenfelda. Do tego fragmentu pianista Janusz Olejniczak wykonał aranżację Ballady op. 23 Fryderyka Chopina. 2 marca 2001 roku ekipa filmowa przeniosła się do obiektów w Beelitz pod Berlinem, gdzie istniał radziecki szpital wojskowy. Nakręcono tam sceny, w których Szpilman ukrywa się i przygotowuje naprędce posiłek. 15 marca produkcja przeniosła się ostatecznie do Studia Babelsberg, gdzie realistycznie skonstruowano imitację całych warszawskich ulic wyłożonych kamiennym brukiem i torami tramwajowymi oraz otoczonymi czteropiętrowymi budynkami. Wykreowane tam obiekty posłużyły do sfilmowania scen, gdy Szpilman obserwuje wydarzenia ze swojej kryjówki po wybuchu powstania warszawskiego 1 sierpnia 1944 roku, zaś po przebudowie tej samej scenografii ukazano sceny widziane przez bohatera w trakcie powstania w getcie warszawskim z przełomu kwietnia i maja 1943 roku. Od 15 marca kręcono sceny ataku Niemców na getto. Ostatnie zdjęcia w Babelsbergu nakręcono 26 marca. Następnego dnia dekoracja tam stworzona została usunięta. W trakcie pracy tamże zmarł scenograf i zarazem szef Studia Babelsberg Raner Schaper, który wcześniej czynił starania o realizację Pianisty w tymże studiu.
29 marca przeniesiono się do Warszawy. Tam kontynuowano zdjęcia w prawobrzeżnej dzielnicy Praga-Północ, wykorzystując zachowaną przedwojenną zabudowę. Wykreowano tam skrzyżowanie ulic Chłodnej i Żelaznej (w rzeczywistości Stalowej i Konopackiej), znajdujące się na granicy warszawskiego getta. Dobudowano fasady kilku kamienic, zainstalowano latarnie-pastorały, zbudowano mury dzielnicy zamkniętej oraz most nad ul. Chłodną. W miejskiej spółce Tramwaje Warszawskie wynajęto na pięć dni cztery wozy tramwajowe różnych typów, które oznaczono numerami linii kursujących w czasie wojny ul. Chłodną. Jeździły one w obu kierunkach ul. Stalową na odcinku od ul. Środkowej do ul. Inżynierskiej, a po zakończeniu dnia zdjęciowego zjeżdżały na noc do zajezdni na Pradze. Na ul. Stalowej filmowano m.in. zatłoczony teren przy bramie łączącej małe i duże getto oraz ujęcia na drewnianym moście nad ul. Chłodną. Sceny uliczne, w tym te pokazujące opustoszałe getto w czasie wielkiej akcji wysiedleńczej, kręcono także na ul. Małej. Na Pradze powstały też sceny pracy Szpilmana na budowie. Dzień po zakończeniu prac filmowców mury getta, bramy i most zostały rozebrane. Następnie zrealizowano jeszcze scenę na Umschlagplatzu, która wydarzyła się latem 1942 roku, gdy Szpilman, jego rodzina i setki innych Żydów czekają na wywiezienie do obozu zagłady w Treblince. Zdjęcia te kręcono na terenie Akademii Obrony Narodowej w Rembertowie, uczestniczyło w nich tysiące statystów .
W scenach przedstawiających powojenny koncert Szpilmana w warszawskiej Filharmonii byli filmowani zarówno Adrien Brody, jak i pianista Janusz Olejniczak. Ich kręcenie w obiektach Polskiego Radia trwało ponad 20 godzin. Uczestniczyła w nich też orkiestra i statyści. Zdjęcia do filmu zakończyły się 16 czerwca 2001 roku.
Montaż filmu realizowano w Paryżu. Przez ponad rok były kolejno nagrywane efekty specjalne, po czym muzyka, której kompozytorem był Wojciech Kilar.

## Odbiór

### Premiera, dochód i frekwencja kinowa
24 maja 2002 roku film zaprezentowano na festiwalu w Cannes, a w czerwcu 2002 roku miał uroczystą premierę w Polsce. Emisję zorganizowano wtedy w Filharmonii Warszawskiej, gdzie przygotowano specjalnie dźwiękoszczelną kabinę projekcyjną i głośniki Dolby. W premierze uczestniczyli prezydent i premier RP, ministrowie, ambasadorzy, ludzie kultury i biznesu. Dystrybutorem filmu w kinach była spółka Syrena Entertainment Group.
Pianista odniósł sukces komercyjny; wedle szacunków portalu Box Office Mojo film przy budżecie 35 milionów dolarów zarobił na całym świecie ponad 120 milionów dolarów. Portal JP’s Box-Office szacuje, że w kinach Pianistę obejrzało blisko 18 milionów widzów, z czego 1,6 miliona widzów – w samej Francji. W Polsce film obejrzało 1,3 miliona widzów.

### Recepcja krytyczna
Pianistę docenili amerykańscy krytycy, a występ Brody’ego i reżyseria Polańskiego spotkały się z ich szczególną pochwałą. Według anglojęzycznego agregatora Rotten Tomatoes film zebrał 172 pozytywne recenzje na 181 zagregowanych, w tym 36 pozytywnych recenzji ze źródeł oznaczonych jako „najważniejsze”. Agregator Metacritic na podstawie 40 recenzji wyliczył średnią ocen 85 na 100 punktów, wskazującą na „powszechne uznanie”.
Roger Ebert z „Chicago Sun-Times” pozytywnie ocenił film, wskazując, iż reżyser, „portretując Szpilmana nie jako wojownika lub bohatera, lecz ocalałego człowieka pragnącego przede wszystkim przeżyć”, zawiera w Pianiście „swoje najgłębsze przeczucia: że wcale nie musiał przeżyć, a śmierć jego matki pozostawiła w nim niezaleczoną ranę” . Michael Wilmington z „Chicago Tribune” uznał film za „najlepszy aktorski film pełnometrażowy na temat Holokaustu, jaki widziałem, a zarazem tak mocną wypowiedź na temat wojny, nieludzkości i odkupienia przez sztukę, że można uznać go za osobisty rozrachunek Polańskiego” . Wilmington później twierdził, iż Pianista „dowodzi, że własna sztuka Polańskiego przetrwała chaos swojego życia i piekło, jakie zgotowała mu wojna i fanatyzm” . Richard Schickel z magazynu „Time” stwierdził, że film jest niezwykle „surowy”, po czym docenił jego „brutalną obiektywność” . Zdaniem Micka LaSalle’a z „San Francisco Chronicle” film Polańskiego „zawiera momenty ironii, dwuznaczności i dziwnego piękna, kiedy w końcu dostrzegamy panoramę zniszczenia Warszawy, kolorowy świat zamieniony w czarno-białe gruzy” . LaSalle twierdził również, że „ukazując nam walkę o przetrwanie, w całej swojej zwierzęcej prostocie, Polański obdarza nas również człowieczeństwem w całej jego złożoności” . A.O. Scott dla „The New York Timesa” pisał, iż Szpilman, „przedzierając się przez zdewastowany krajobraz ze słoikiem ogórków, przypomina jednego z Beckettowskich, przebiegłych błaznów egzystencjalnych” . Zdaniem Scotta spotkanie Szpilmana z kochającym muzykę niemieckim oficerem stanowi jedyny moment, kiedy miłość do sztuki utożsamiona jest z moralną przyzwoitością, „którą sami naziści, skąpani w Beethovenie i Wagnerze, całkowicie odrzucili” .
Kontrowersje natomiast film wzbudził we Francji. Nieprzychylną opinię wystawił Pianiście Thomas Sotinel z pisma „Le Monde”, twierdząc, jakoby „za pomocą opowieści, która jest mu najbliższa”, Polański miał stworzyć „jeden ze swoich najmniej osobistych filmów” . Zdaniem Sotinela filmowa Warszawa „jest miejscem bez Boga, bez miejsc i przedmiotów kultu, bez ludzi religijnych i wierzących”, a z niezrozumiałych dla niego powodów Polacy mówią w Pianiście po angielsku, zamiast po polsku . Jeszcze gorzej przyjął film inny publicysta „Le Monde”, Jean-Michel Frodon, w swym pamflecie opisując Pianistę jako „martwe patrzydło pełne natrętnych scen i najbardziej ogranych chwytów melodramatycznych”. Dominique Borde w recenzji dla pisma „Le Figaro” również wyrażał rozczarowanie dziełem Polańskiego: „jesteśmy zbulwersowani, przerażeni, wciągnięci w historię tego człowieka i w ożywioną na nowo historię. Ale spodziewaliśmy się więcej inwencji i fantazji, spojrzenia bardziej transcendentnego, mniej formalizmu w ujęciach kamery, może więcej liryzmu” . Hélène Frappat z „Cahiers du cinéma”, jakkolwiek była nastawiona sceptycznie do filmu (porównywała go bowiem na niekorzyść z dokumentem Claude’a Lanzmanna Sobibór z 2001 roku), odczytywała bierną postać Szpilmana bardziej przez pryzmat autobiografii reżysera aniżeli samego pianisty. Lewicowi krytycy przychylniej potraktowali film Polańskiego. Przykładowo Philippe Azoury z pisma „Libération” stwierdził, iż Polański „podpisał film niezwykle szczery, kafkowski w swojej ewokacji nazizmu” . Azoury bronił w ten sposób reżysera przed padającymi na festiwalu w Cannes zarzutami rzekomego akademizmu filmu, dostrzegając w dyskusji nad Pianistą echo kontrowersji związanych z premierą Listy Schindlera (1993) Stevena Spielberga . Olivier De Bryun z czasopisma „Positif” oskarżył przeciwników filmu o „złą wolę”, twierdząc, iż Pianista jest filmem o „rzadkiej głębi”.
W Polsce Pianistę przyjęto z podobnym rozczarowaniem, co we Francji. Tadeusz Sobolewski pisał, iż „Pianista rozczarowuje – zwłaszcza w swojej drugiej połowie [...]. Film podszywa się pod wielkość, której w nim nie ma, stwarza postać klasyka, którym nie jest” . Według Joanny Ostrowskiej dzieło Polańskiego jest filmem „wybitnie powściągliwym, oszczędnym w warstwie emocji, okrucieństwa”, którego przesłanie „nie ma szans na wybrzmienie”. Publicysta „Newsweeka” Wiesław Kot wyraził opinię, iż „zamiast dziejów żydowskiego muzyka usiłującego przetrwać w nieludzkim świecie, otrzymaliśmy filmowe korepetycje z wojny i holocaustu dla młodzieży gimnazjalnej. Korepetycje – trzeba przyznać – solidne”. Recenzentka „Filmu” Elżbieta Ciapara uznała, że „zabrakło w Pianiście artystycznego temperamentu Polańskiego, jego drapieżności, tego wszystkiego, dzięki czemu potrafił ożywić skostniałe i ograne filmowe konwencje”. Filmu w Polsce próbował bronić Andrzej Bątkiewicz, który cenił w Pianiście brak „sztuczek kompozycyjnych, wymyślnych inwersji czasowych, melodramatycznych chwytów”.

### Nagrody i nominacje
Dzieło było wielokrotnie nagradzane.
| Festiwal                                                   | Wyróżnienie                                                         | Odbiorca                 | Wynik     |
| ---------------------------------------------------------- | ------------------------------------------------------------------- | ------------------------ | --------- |
| Festiwal Filmowy w Cannes                                  | Złota Palma dla najlepszego filmu                                   |                          | nagroda   |
| Europejska Nagroda Filmowa                                 | Najlepsze zdjęcia                                                   | Paweł Edelman            | nagroda   |
| Europejska Nagroda Filmowa                                 | Najlepszy film                                                      |                          | nominacja |
| Europejska Nagroda Filmowa                                 | Najlepszy reżyser                                                   | Roman Polański           | nominacja |
| Nagroda Bostońskich Krytyków Filmowych                     | Najlepszy film                                                      |                          | nagroda   |
| Nagroda Bostońskich Krytyków Filmowych                     | Najlepszy reżyser                                                   | Roman Polański           | nagroda   |
| Nagroda Bostońskich Krytyków Filmowych                     | Najlepszy aktor                                                     | Adrien Brody             | nagroda   |
| The San Francisco Film Critics Circle Awards               | Najlepszy film                                                      |                          | nagroda   |
| Nagroda Amerykańskiego Stowarzyszenia Krytyków Filmowych   | Najlepszy film                                                      |                          | nagroda   |
| Nagroda Amerykańskiego Stowarzyszenia Krytyków Filmowych   | Najlepszy reżyser                                                   | Roman Polański           | nagroda   |
| Nagroda Amerykańskiego Stowarzyszenia Krytyków Filmowych   | Najlepszy scenariusz                                                | Ronald Harwood           | nagroda   |
| Nagroda Amerykańskiego Stowarzyszenia Krytyków Filmowych   | Najlepszy aktor                                                     | Adrien Brody             | nagroda   |
| Nagroda Francuskiej Akademii Sztuki Filmowej (Cezar)       | Najlepszy film francuski                                            |                          | nagroda   |
| Nagroda Francuskiej Akademii Sztuki Filmowej (Cezar)       | Najlepszy reżyser                                                   | Roman Polański           | nagroda   |
| Nagroda Francuskiej Akademii Sztuki Filmowej (Cezar)       | Najlepszy aktor                                                     | Adrien Brody             | nagroda   |
| Nagroda Francuskiej Akademii Sztuki Filmowej (Cezar)       | Najlepsza muzyka                                                    | Wojciech Kilar           | nagroda   |
| Nagroda Francuskiej Akademii Sztuki Filmowej (Cezar)       | Najlepsza scenografia                                               | Allan Starski            | nagroda   |
| Nagroda Francuskiej Akademii Sztuki Filmowej (Cezar)       | Najlepsze zdjęcia                                                   | Paweł Edelman            | nagroda   |
| Nagroda Francuskiej Akademii Sztuki Filmowej (Cezar)       | Najlepszy dźwięk                                                    | Jean-Marie Blondel       | nagroda   |
| Nagroda Francuskiej Akademii Sztuki Filmowej (Cezar)       | Najlepszy montaż                                                    | Hervé de Luze            | nominacja |
| Nagroda Francuskiej Akademii Sztuki Filmowej (Cezar)       | Najlepszy scenariusz                                                | Ronald Harwood           | nominacja |
| Nagroda Francuskiej Akademii Sztuki Filmowej (Cezar)       | Najlepsze kostiumy                                                  | Anna Biedrzycka-Sheppard | nominacja |
| Nagroda Brytyjskiej Akademii Sztuki Filmowej (BAFTA)       | Najlepszy film                                                      |                          | nagroda   |
| Nagroda Brytyjskiej Akademii Sztuki Filmowej (BAFTA)       | Najlepszy reżyser                                                   | Roman Polański           | nagroda   |
| Nagroda Brytyjskiej Akademii Sztuki Filmowej (BAFTA)       | Najlepszy scenariusz adaptowany                                     | Ronald Harwood           | nominacja |
| Nagroda Brytyjskiej Akademii Sztuki Filmowej (BAFTA)       | Najlepszy aktor w roli pierwszoplanowej                             | Adrien Brody             | nominacja |
| Nagroda Brytyjskiej Akademii Sztuki Filmowej (BAFTA)       | Najlepsza muzyka                                                    | Wojciech Kilar           | nominacja |
| Nagroda Brytyjskiej Akademii Sztuki Filmowej (BAFTA)       | Najlepsze zdjęcia                                                   | Paweł Edelman            | nominacja |
| Nagroda Brytyjskiej Akademii Sztuki Filmowej (BAFTA)       | Najlepszy dźwięk                                                    | Jean-Marie Blondel       | nominacja |
| Polska Nagroda Filmowa (Orły)                              | Najlepszy film                                                      |                          | nagroda   |
| Polska Nagroda Filmowa (Orły)                              | Najlepszy reżyser                                                   | Roman Polański           | nagroda   |
| Polska Nagroda Filmowa (Orły)                              | Najlepsza scenografia                                               | Anne Sheppard            | nagroda   |
| Polska Nagroda Filmowa (Orły)                              | Najlepsza muzyka                                                    | Wojciech Kilar           | nagroda   |
| Polska Nagroda Filmowa (Orły)                              | Najlepsza scenografia                                               | Allan Starski            | nagroda   |
| Polska Nagroda Filmowa (Orły)                              | Najlepsze zdjęcia                                                   | Paweł Edelman            | nagroda   |
| Polska Nagroda Filmowa (Orły)                              | Najlepszy dźwięk                                                    | Jean-Marie Blondel       | nagroda   |
| Polska Nagroda Filmowa (Orły)                              | Najlepszy montaż                                                    | Hervé de Luze            | nagroda   |
| Polska Nagroda Filmowa (Orły)                              | Najlepszy scenariusz                                                | Ronald Harwood           | nominacja |
| Polska Nagroda Filmowa (Orły)                              | Najlepsza główna rola kobieca                                       | Emilia Fox               | nominacja |
| Polska Nagroda Filmowa (Orły)                              | Najlepsza główna rola męska                                         | Adrien Brody             | nominacja |
| Polska Nagroda Filmowa (Orły)                              | Najlepsza drugoplanowa rola kobieca                                 | Maureen Lipman           | nominacja |
| Polska Nagroda Filmowa (Orły)                              | Najlepsza drugoplanowa rola męska                                   | Ed Stoppard              | nominacja |
| Nagroda Akademii Filmowej (Oscar)                          | Najlepszy reżyser                                                   | Roman Polański           | nagroda   |
| Nagroda Akademii Filmowej (Oscar)                          | Najlepszy scenariusz adaptowany                                     | Ronald Harwood           | nagroda   |
| Nagroda Akademii Filmowej (Oscar)                          | Najlepszy aktor pierwszoplanowy                                     | Adrien Brody             | nagroda   |
| Nagroda Akademii Filmowej (Oscar)                          | Najlepszy film                                                      |                          | nominacja |
| Nagroda Akademii Filmowej (Oscar)                          | Najlepsze zdjęcia                                                   | Paweł Edelman            | nominacja |
| Nagroda Akademii Filmowej (Oscar)                          | Najlepsze kostiumy                                                  | Anna Biedrzycka-Sheppard | nominacja |
| Nagroda Akademii Filmowej (Oscar)                          | Najlepszy montaż                                                    | Hervé de Luze            | nominacja |
| David di Donatello                                         | Najlepszy film zagraniczny                                          |                          | nagroda   |
| Złota Taśma                                                | Film polski                                                         |                          | nagroda   |
| Czeski Lew                                                 | Najlepszy film zagraniczny                                          |                          | nagroda   |
| Nagroda Hiszpańskiej Akademii Filmowej (Goya)              | Najlepszy film europejski                                           |                          | nagroda   |
| Stowarzyszenie Włoskiej Krytyki Filmowej                   | Srebrna Taśma za najlepszy film europejski prezentowany we Włoszech |                          | nagroda   |
| Klub Krytyki Filmowej Stowarzyszenia Dziennikarzy Polskich | Syrenka Warszawska dla najlepszego filmu fabularnego                |                          | nominacja |
| Nagroda Stowarzyszenia Krytyków Filmowych Chicago          | Najlepszy reżyser                                                   | Roman Polański           | nominacja |
| Nagroda Stowarzyszenia Prasy Zagranicznej w Hollywood      | Złoty Glob dla najlepszego reżysera                                 | Roman Polański           | nominacja |
| Nagroda Stowarzyszenia Prasy Zagranicznej w Hollywood      | Złoty Glob dla najlepszego aktora w filmie dramatycznym             | Adrien Brody             | nominacja |
| Nagroda Amerykańskiej Gildii Reżyserów                     | Nominacja do nagrody                                                | Roman Polański           | nominacja |

## Analizy i interpretacje

### Związek bohatera filmu z biografią reżysera
Ewa Mazierska w eseju z 2005 roku odniosła się przychylniej do Pianisty aniżeli większość polskich krytyków filmowych. Mazierska podkreślała autobiograficzny wymiar filmu, na który rzutowana była biografia samego Polańskiego:
Jego bohaterem jest polski Żyd, ofiara nienawiści rasowej i ocalały z Holocaustu. Jest też artystą i podglądaczem (choć bardziej z powodu izolacji niż chęci szpiegowania ludzi), a także nomadą, szukającym miejsca do życia we wrogim świecie. Dzięki tym cechom, odnoszącym się do historii i postaci Polańskiego, efekt autobiograficzny tego filmu jest silniejszy niż w jakimkolwiek innym jego dziele.
Scena, w której żydowski policjant umożliwia Szpilmanowi opuszczenie Umschlagplatzu bez zwracania na siebie uwagi, jest bliższa biografii Polańskiego niż Szpilmana. Słowa, które wypowiada żydowski policjant w stronę Szpilmana („Chodź powoli. Nie biegnij”), miały pochodzić od ojca Polańskiego, Mojżesza Lieblinga, który w trakcie likwidacji getta krakowskiego umożliwił synowi ucieczkę ; wedle innych zapisów wspomnień Polańskiego te słowa wypowiadał policjant granatowy, który pomagał Polańskiemu przejść na aryjską stronę.
Próbę rehabilitacji Pianisty jako dzieła filmowego podjęła też w 2011 roku Aneta Śliwińska. Badając film Polańskiego, Śliwińska potraktowała go jako spójną część dorobku reżysera, niestroniącą od typowej dla Polańskiego groteski: „Bohater w kolejnych odsłonach akcji staje wobec coraz bardziej absurdalnej sytuacji. Na powstanie w getcie będzie patrzył z aryjskiej strony, na powstanie warszawskie zaś z dzielnicy zamieszkałej przez Niemców! Zawsze w niewłaściwym miejscu”. Dalej Śliwińska dowodziła, że „dla Polańskiego najważniejsze stało się pokazanie tragedii Holocaustu poprzez pryzmat jednej osoby, która ciągle pozostaje z boku, nie biorąc udziału w działaniach wojennych, tylko walcząc o siebie i swoje człowieczeństwo”. Dlatego też dla Śliwińskiej Pianista jest filmem łączącym konwencję kina hollywoodzkiego o Szoah z wątkami autobiograficznymi. Leonard Quart z pisma „Cinéaste” szedł nawet dalej, określając Pianistę mianem „anty-Listy Schindlera”, pozbawionej konwencji melodramatycznej typowej dla analogicznego filmu Stevena Spielberga o Zagładzie Żydów. Pomimo obranego tematu Polański miał stworzyć swoje „najbardziej celowe i najmniej sensacyjne” dzieło jego życia.
Powiązania między biografią Szpilmana a życiem Polańskiego prowadziły jednak niekiedy do odmiennych interpretacji. Mikołaj Jazdon zauważył, że Polański upozował swojego bohatera na Chrystusa; Szpilman w sekwencji z początku 1945 roku jest podobnie „wychudzony, zarośnięty, z gęstą czupryną”, a los muzyka przypomina w swej istocie cierpienie Chrystusowe. Francuski psychoanalityk Alexandre L’Archevêque bardziej bezpośrednio stwierdził, że Polański – utożsamiając się ze Szpilmanem – celowo uczynił zeń człowieka uległego, pasywnego, wręcz zdradzającego cechy męczennika. Zdaniem L’Archevêque’a taka strategia autorska miała na celu ocieplenie wizerunku samego reżysera, który w 1978 roku uciekł ze Stanów Zjednoczonych z powodu groźby więzienia pod zarzutem gwałtu na trzynastolatce. Podobną strategię Polański miał zastosować przy okazji filmu Oficer i szpieg (2019), w obliczu nasilających się ataków na jego osobę po wydarzeniach ruchu #MeToo. Maximilian Le Cain odczytał Pianistę jako film podobny do dużo wcześniejszego dzieła Polańskiego, Lokatora (1976). Podobnie jak w przypadku Lokatora (gdzie główną rolę grał sam Polański), Szpilman odgrywany przez Brody’ego nie jest w stanie pojąć irracjonalnego biegu wydarzeń. Dana Polan wprost przyrównała Pianistę do horroru, twierdząc, że wydarzenia na ekranie „zakłócają historię i tworzą bezczasowość przytłaczającego i nieustającego koszmaru”.

### Rola muzyki
Zdaniem Iwony Sowińskiej bardzo ważną rolę w Pianiście odgrywa muzyka Fryderyka Chopina. Filmowy Szpilman w jednej z kryjówek odgrywa w swojej wyobraźni fragment Wielkiego Poloneza Es-dur. W finale filmu rozbrzmiewa właśnie ów utwór, który zdaniem Piotra Pomostowskiego pełni w kontekście całego utworu filmowego funkcję ironiczną: „Po tym wszystkim, co reżyser «serwuje» widzowi przez większość czasu ekranowego, finałowa scena wydaje się raczej stanowić swego rodzaju przestrogę: «Słuchajcie Chopina, ale nie zapominajcie, do czego zdolny jest człowiek!»” W Pianiście pojawiają się też inne utwory Chopina: Ballada g-moll oraz Nokturn cis-moll. Pomostowski zwrócił uwagę na specyficzne wykorzystanie kompozycyjne tego ostatniego utworu. Nokturn cis-moll, grany przez filmowego Szpilmana na początku filmu, zostaje przerwany w wyniku bombardowania Warszawy; Szpilman dokańcza swą interpretację utworu w jednej z ostatnich scen Pianisty.
Według psychoanalityczki Diane Diamond scena, w której Szpilman gra nokturn przed Hosenfeldem, została przedstawiona w konwencji surrealistycznej. Widz zdaniem Diamond obserwuje, jak „niemiecki kapitan zmienia się z beznamiętnego nazisty w reagującego świadka, jak Szpilman zmienia się z wycieńczonego i obdartego uchodźcy w zjawiskowego impresaria”. Diamond zwróciła uwagę, że ta scena nie ma umocowania w rzeczywistości (Hosenfeld uratował przedtem życie kilku innym Żydom, więc Szpilman nie zawdzięczał przetrwania wyłącznie swym umiejętnościom muzycznym). Jednakże Polański „nadał tej scenie senną, niemal halucynacyjną jakość”, akcentując zarazem istotę sztuki filmowej, „która przekształca widza z obserwatora w świadka, którego własna podmiotowość zostaje głęboko zaangażowana i przekształcona podczas oglądania tego niezwykłego filmu”.

### Książki i rozdziały w pracach zbiorowych
- Jeremy Bernstein, Physicists on Wall Street and other essays on science and society, New York: Springer, 2011, ISBN 978-1-4419-2624-1 [dostęp 2021-07-17].
- Ben Goldsmith, Tom O’Regan, The Film Studio: Film Production in the Global Economy, Lanham: Rowman & Littlefield Publishers, 2005, ISBN 978-0-7425-8002-2.
- Gene Gutowski, Od Holocaustu do Hollywood, Kraków: Wydawnictwo Literackie, 2004, ISBN 83-08-03549-3.
- Wiesław Kot, Sto najważniejszych scen filmu polskiego, Poznań: Wydawnictwo Poznańskie , 2014.
- Maximilian Le Cain, Into the Mouth of Madness: The Tenant, [w:] John Orr, Joanna Ostrowska (red.), The Cinema of Roman Polanski: Dark Spaces of the World, London: Wallflower Press, 2006, s. 121–132.
- Jerzy Majewski, Spacerownik Warszawa w filmie, Warszawa: Wydawnictwo Agora, 2015, ISBN 978-83-268-2388-6.
- Robert Niemi, 100 Great War Movies: The Real History Behind the Films, Santa Barbara, California: ABC-CLIO, 2018, ISBN 978-1-4408-3385-4 [dostęp 2021-09-10].
- Joanna Ostrowska, Pianista Romana Polańskiego, czyli Holocaust Story po polsku, [w:] Agnieszka Wiśniewska, Piotr Marecki (red.), Kino polskie, 1989−2009: historia krytyczna, Warszawa: Wydawnictwo Krytyki Politycznej, 2010.
- Dana Polan, Chinatown: Politics as Perspective, Perspective as Politics, [w:] John Orr, Joanna Ostrowska (red.), The Cinema of Roman Polanski: Dark Spaces of the World, London: Wallflower Press, 2006, s. 108–120.
- Christopher Sandford, Polanski, London: Random House, 2012, ISBN 978-1-4464-5556-2, OCLC 1004571378.
- Iwona Sowińska, Chopin idzie do kina, Kraków: Universitas, 2013.
- Michael Stevenson, The Pianist and its Contexts: Polanski’s Narration of Holocaust Evasion and Survival, [w:] John Orr, Elżbieta Ostrowska (red.), The cinema of Roman Polanski: dark spaces of the world, London: Wallflower, 2006, s. 146–157, ISBN 978-1-904764-75-5, OCLC 63137373.
- Władysław Szpilman, Śmierć miasta: pamiętniki 1939–1945 (oprac. Jerzy Waldorff), Warszawa: Spółdzielnia Wydawnicza Wiedza, 1946.
- Dariusz Walczak, Daniel Nalazek, Bartłomiej Maciejewski, Tramwajem przez piekło, czyli komunikacja miejska na terenie Dzielnicy Żydowskiej w Warszawie (1940−1942), Rybnik: Eurosprinter, 2013, ISBN 978-83-63652-01-2.
- Paul Werner, Polański. Biografia, Anna Krochmal, Robert Kędzierski (tłum.), Poznań: Rebis, 2013, ISBN 978-83-7818-533-8.
- Paweł E. Weszpiński, Mapa nr 1. Getto warszawskie. Granice przed wielką akcją likwidacyjną, [w:] Barbara Engelking, Jacek Leociak (red.), Getto warszawskie. Przewodnik po nieistniejącym mieście, Warszawa: Stowarzyszenie Centrum Badań nad Zagładą Żydów, 2013, ISBN 978-83-63444-27-3.

### Artykuły naukowe
- Diana Diamond, Passion for Survival in Polanski’s The Pianist, „Psychoanalytic Inquiry”, 27 (4), 2007, s. 425–439, DOI: 10.1080/07351690701484493 [dostęp 2022-09-08].
- Katarzyna Dzierzbicka, Szpilman: dwa lata w ukryciu, „Pamięć i Sprawiedliwość”, 1 (34), 2015, s. 62–65.
- Mikołaj Jazdon, Zagłada miasta.Warszawa w Pianiście Romana Polańskiego, „Images. The International Journal of European Film”, 12 (21), 2013, s. 77–95.
- Alexandre L’Archevêque, The Pianist, de Roman Polanski. Un stratagème pervers?, „Filigrane: écoutes psychanalytiques”, 29 (2), 2020, s. 43–55, DOI: 10.7202/1077170ar [dostęp 2022-09-07] (fr.).
- Ewa Mazierska, The Autobiographical Effect in the Cinema of Roman Polanski, „Film Criticism”, 29 (3), 2005, s. 28–45, JSTOR: 44019179.
- Piotr Pomostowski, Ocalić pamięć, ocalić duszę, ocalić sztukę – o zbawiennej roli muzyki Fryderyka Chopina w Pianiście Romana Polańskiego, „Images. The International Journal of European Film, Performing Arts and Audiovisual Communication”, 17 (26), 2015, s. 119–127, DOI: 10.14746/i.2015.26.10, ISSN 1731-450X [dostęp 2021-07-07].
- Leonard Quart, Review of The Pianist, „Cinéaste”, 28 (3), 2003, s. 42–44, JSTOR: 41689610 [dostęp 2022-09-07].
- Alexander Stein, Music and trauma in Polanski’s The Pianist (2002), „The International Journal of Psychoanalysis”, 85 (3), 2004, s. 755–765, DOI: 10.1516/5M8R-60PW-0JA8-VA6F, ISSN 1745-8315 [dostęp 2019-01-31] (ang.).
- Anna Synoradzka-Demadre, Zanim powstał „Pianista” Romana Polańskiego – „Robinson warszawski” (1945-1950), „Kwartalnik Filmowy” (86), 2014, s. 190–208 [dostęp 2022-09-07] (pol.).
- Anna Śliwińska, Pianista – obraz getta w filmowym języku Romana Polańskiego, „Images. The International Journal of European Film, Performing Arts and Audiovisual Communication”, 9 (17–18), 2011, s. 53–68, DOI: 10.14746/i.2011.17.18.03, ISSN 1731-450X [dostęp 2021-07-07].

### Artykuły prasowe i internetowe
- Grażyna Arata, Francja ogląda „Pianistę” [online], Onet Kultura [dostęp 2019-01-30] [zarchiwizowane z adresu 2019-01-30] (pol.).
- Philippe Azoury, La leçon du «Pianiste» [online], Libération, 25 września 2002 [dostęp 2019-01-30] (fr.).
- Xan Brooks, Xan Brooks talks to Joseph Fiennes about Hollywood and the theatre, „The Guardian”, 21 września 2005, ISSN 0261-3077 [dostęp 2019-01-29] (ang.).
- Anthony Crislip, The Pianist Ending Explained: Władysław Szpilman In The Warsaw Ghetto [online], SlashFilm.com, 4 maja 2022 [dostęp 2022-09-30] (ang.).
- Roger Ebert, The Pianist Movie Review & Film Summary (2003) [online], RogerEbert.com, 3 stycznia 2003 [dostęp 2019-01-30] (ang.).
- Hélène Frappat, Le fantôme de la liberté, „Cahiers du cinéma”, wrzesień 2002, s. 76–77.
- Ronald Harwood, In the ghetto with Polanski, „The Guardian”, 22 czerwca 2001, ISSN 0261-3077 [dostęp 2019-01-29] (ang.).
- Laurent Kelly, Anatomy of a Masterpiece – Roman Polanski’s THE PIANIST [online], WhatCulture.com, 8 maja 2010 [dostęp 2019-01-29] (ang.).
- Mick LaSalle, Masterpiece / Polanski’s ‘The Pianist’ is a true account of one man’s survival in the Warsaw ghetto [online], SFGate, 3 stycznia 2003 [dostęp 2019-01-30].
- Andrew Pulver, Roman Polanski revisits Holocaust experiences in candid interview, „The Guardian”, 16 grudnia 2015, ISSN 0261-3077 [dostęp 2019-01-29] (ang.).
- Richard Schickel, Have a Very Leo Noel, „Time”, 15 grudnia 2002, ISSN 0040-781X [dostęp 2019-01-30] (ang.).
- A.O. Scott, FILM REVIEW; Surviving the Warsaw Ghetto Against Steep Odds, „The New York Times”, 27 grudnia 2002 [dostęp 2024-02-11] (ang.).
- Christopher Small, Adrien Brody Is Still Haunted By ‘The Pianist’ After 15 Years [online], IndieWire, 7 sierpnia 2017 [dostęp 2019-01-29] (ang.).
- Tadeusz Sobolewski, Pianista [online], Onet Kultura, 6 września 2002 [dostęp 2019-01-31] [zarchiwizowane z adresu 2019-01-31] (pol.).
- Daniel Sotinel, Une autobiographie en forme d’ énigme, „Le Monde”, 25 września 2002 [dostęp 2019-01-30] (fr.).
- Art Spiegelman, Using his Holocaust memories [online], Los Angeles Times, 3 stycznia 2003 [dostęp 2022-09-29] (ang.).
- Anna Szczykutowicz, „Pianista” – reż. Roman Polański – recenzja i ocena filmu [online], Histmag.org, 30 czerwca 2019 [dostęp 2022-09-22].
- Michael Wilmington, Polanski’s ‘Pianist’ may put ‘profligate dwarf’ in better light [online], Chicago Tribune, 5 stycznia 2003 [dostęp 2019-01-30] (ang.).